# Entremès (plat)
Un entremès o entremés, o sovint en plural, entremesos (gal·licisme d'entremets, dits també hors d'œuvres) són petites porcions d'aliments que se serveixen durant els àpats per a picar-hi mentre se serveixen els plats. En l'actualitat se solen prendre abans del menjar principal.
El costum de servir-los entre plat i plat encara es troba en els restaurants d'alta categoria, la funció dels qualsés, a més d'entretenir l'espera, d'eliminar del paladar el gust del plat acabat, i preparar-lo per al següent plat. Per aquest esguard també hom els coneix com a entrants, encenalls o menudalles o pel nom francès d'amuse-gueule o amuse-bouche (respectivament "divertiment per a la gola o boca").
En el món anglo-saxó els savouries (o bonnes-bouches en francès) són entremesos salats que hom menja abans de les darreries.